# قيادة دفاع الفضاء الجوي الأمريكية الشمالية
نوراد أو قيادة دفاع الفضاء الجوي الأمريكية الشمالية (بالإنجليزية: North American Aerospace Defense Command؛  NORAD)‏ هي منظمة تجمع الولايات المتحدة وكندا وتقدم إنذار الفضاء الجوي، والسيادة الجوية، والدفاع لكلتا الدولتين.

## التأسيس
تم تأسيسها في 12 مايو، 1958 (كتأثير من الحرب الباردة) كقيادة مشتركة بين كندا والولايات المتحدة، وسميت قيادة الدفاع الجوي لأمريكا الشمالية.

## نبذة
وقعت منشأتها التقنية الرئيسية في مديرية جبل الشين، والتي سميت رسميًا مركز عمليات جبل شين التابعة لمحطة شين للقوات الجوية في كلورادو، ولهذا السبب يشار إلى نوراد أحيانًا باسم جبل شين. بالإضافة إلى ذلك، تقع مراكز تحكم العمليات الجوية لقطاعات غرب كندا وشرقها في المجمع تحت الأرضي في قاعدة القوات الكندية نورث باي في أونتاريو، كندا.

## القيادة
تدار مرافق مقار نوراد في كولورادو من قبل القوات الجوية الأمريكية تحت قيادة بعثة مجموعة الدعم 721، وهي جزء من جناح الفضاء 21، ومقرها في قاعدة بيترسون الجوية. وتتكون قوات نوراد من كل من إقليم نوراد الألسكي/القوة الجوية الحادية عشر، وإقليم نوراد الكندي، وإقليم نوراد القاري.

## أنظر أيضًا
- خط التحذير المبكر البعيد
- نظام تحذير الشمال